# 大友幸太郎
大友 幸太郎（おおとも こうたろう、1974年 - ）は、日本のクラリネット奏者、レコーディングエンジニア。

## 来歴
神奈川県相模原市出身。12歳よりクラリネットを始める。津久井町立(現 相模原市立)串川中学校、神奈川県立相模原高等学校を経て、1996年国立音楽大学卒業。その後桐朋オーケストラ・アカデミーで研鑽を積む。池松和彦、鈴木良昭、横川晴児、千葉直師らに師事した。
フリーランサーとしてオーケストラ、ソロ、室内楽、スタジオワークなどで活動する傍ら、2007年頃よりレコーディングエンジニアとしての活動も展開。
- 1991年 神奈川音楽コンクール管楽器部門2位
- 1995年 東京文化会館新進音楽家デビューコンサート出演
- 1997年 栃木県「コンセール・マロニエ21」木管部門入選
- 2004年 第2回東京音楽コンクール 木管部門入選
- 2006年 第18回アフィニス夏の音楽祭に参加
- 2008年 ライブCD「BassClarinet Live!」発売（大友舎レーベル OTM-101）
- 2011年 東京・渋谷にてソロリサイタルを開催
- 2014年 東京・渋谷にてソロリサイタルを開催

## 主なスタジオワーク

### アーティストCD
- 椎名林檎／加爾基 精液 栗ノ花（TOCT-24942） 2003年
- 服部克久／音楽畑20（WPCL-10028） 2003年
- 西村由紀江／耳をすまして（YCCS-10022） 2005年
- Chage／&C（UMCK-1377） 2010年

### 映画
- 機関車先生（サウンドトラック TOCT-25379）2003年
- 赤い月　2003年
- 子ぎつねヘレン（サウンドトラック YCCS-10033）2005年

### テレビドラマ
- 相棒（サウンドトラック CCRM-5002） 2002年
- 白い巨塔（サウンドトラック UCCS-1046） 2004年
- NHK大河ドラマ 新撰組!（サウンドトラック UCCS-1053） 2004年

### アニメ
- リーンの翼　2005年
- パンプキン・シザーズ（サウンドトラック GNCA-1112） 2006年
- 星の海のアムリ（サウンドトラック VTCL-60078） 2008年

### ゲーム
- アークザラッドジェネレーション（サウンドトラック KICA-1342） 2004年
- 大航海時代Online ～La Frontera～（サウンドトラック KCS-3017） 2006年
- ブルードラゴン（サウンドトラック SVWC-7428） 2006年